# Ángel Gallardo
Ángel Gallardo (Buenos Aires, 19 de novembro de 1867 - Buenos Aires, 13 de maio de 1934) foi um político e naturalista argentino.

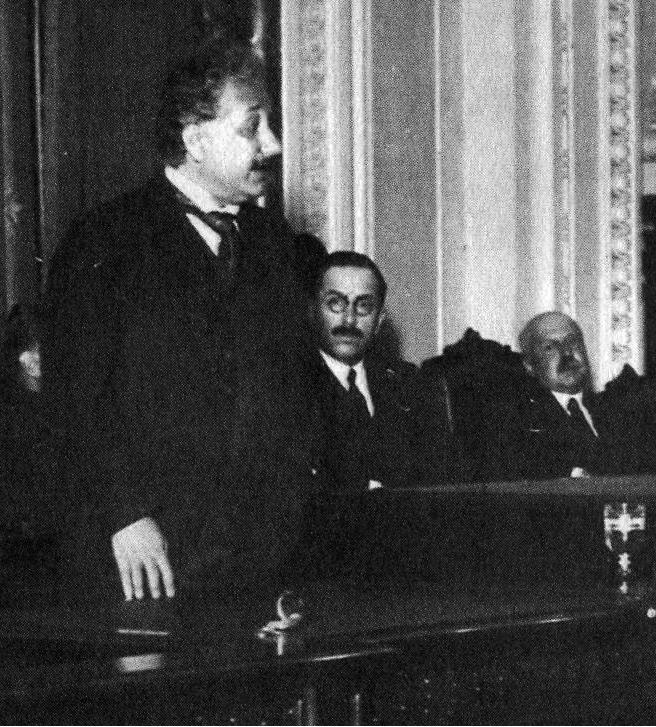
Albert Einstein, José Arce e Ángel Gallardo, durante uma conferência no Colegio Nacional de Buenos Aires (1925).

Diplomado em engenharia civíl se dedicou às ciências naturais, foi Ministro da Educação durante o governo de Hipólito Yrigoyen e Ministro das Relações Exteriores entre 1922 e 1928.
Ensinou botânica e história natural no Colégio Nacional e zoologia na Faculdade de Ciências Exatas e Naturais da Universidade de Buenos Aires, onde foi reitor em 1932. Também ocupou o cargo de presidente da Sociedade Científica Argentina e da Academia Nacional de Ciências. 
Desenvolveu uma obra de alto nível teórico no âmbito das ciências naturais, ocupando-se dos problemas da herança biológica e da divisão celular. 

## Publicações
- Las hormigas de la República Argentina
- Memorias para mis hijos y mis nietos